# Hermann Mosler
Hermann Josef Eduard Mosler (Coblenza, 15 dicembre 1838 – Treviri, 3 luglio 1891) è stato un teologo, docente, politico e sacerdote cattolico tedesco.

## Biografia
Mosler frequentò il liceo a Coblenza e studiò filosofia e teologia presso le università di Münster e Tubinga dal 1856 al 1859 e presso il Seminario episcopale di Treviri dal 1859 al 1861. Nel 1857 fu uno dei fondatori dell'associazione studentesca cattolica AV Rhenania Tübingen. Nel 1861 fu ordinato sacerdote a Treviri. Trascorse quindi un anno come cappellano a Treviri-St. Antonius, prima di proseguire gli studi all'Università di Monaco, dove conseguì il dottorato nel 1863, anno in cui fu nominato professore di esegesi del Nuovo Testamento presso il seminario di Treviri che fu chiuso nel 1874 nell'ambito del Kulturkampf. Mosler fu quindi occupato prima a Münster e poi di nuovo a Treviri con gli studi e la pratica pastorale. Nel 1886, dopo la riapertura del Seminario episcopale di Treviri, vi fu nuovamente attivo come professore.
Dal 1880 al 1891 fu membro della Camera dei rappresentanti prussiana per il collegio elettorale della città di Treviri. Dal 1884 al 1887 fu membro del Reichstag per il collegio elettorale di Treviri 1 Daun, Bitburg, Prüm col Partito di Centro Tedesco.